# 러셀 콜린스

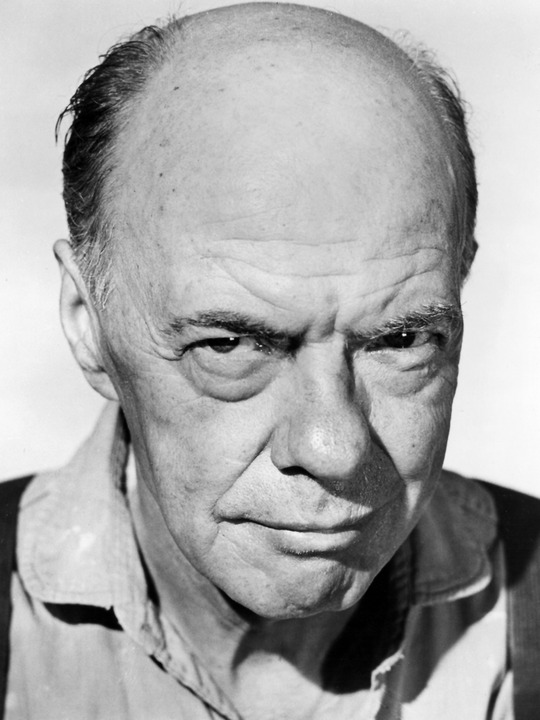

러셀 콜린스(Russell Collins, 1897년 10월 11일 ~ 1965년 11월 14일)는 미국의 배우, 텔레비전 배우, 연극 배우이다.
인디애나폴리스에서 태어났으며 웨스트할리우드에서 사망하였다. 사인은 심근 경색이다.

## 영화
- 스트레인지 비헤비어 (1981년)
- 도즈 캘로웨이스 (1965년)
- 핵전략 사령부 (1964년)
- 도망자 (1963년)
- 더 듀퐁트 쇼 오브 더 위크 (1961년)
- 벤 케이시 (1961년)
- 추격 (1959년)
- 가즈 리틀 에이커 (1958년)
- 애정이 꽃피는 나무 (1957년) - 나일즈 포스터 역
- 상과 하 (1957년)
- 배드 데이 블랙 록 (1955년)
- 데스티네이션 고비 (1953년)
- 나이아가라 (1953년)
- 서스펜스 (1949년)
- 스튜디오 원 (1948년)